# Andres Tarand
Andres Tarand (Tallinn, 11 januari 1940) is een Estisch politicus van de Sociaaldemocratische Partij. Tussen 1994 en 1995 was hij premier van Estland.

## Levensloop
Tarand studeerde in 1963 af in de klimatologie aan de universiteit van Tartu. Hierna studeerde hij geografie, waarin hij in 1973 afstudeerde. Eind jaren tachtig was hij directeur van de Botanische tuin van Tallinn. In 1992 werd hij lid van de Riigikogu, het nationale parlement van Estland. 
In 1992 werd Tarand minister van Milieu in de eerste regering van Mart Laar. Toen Laar in november 1994 echter tussentijds opstapte, werd Tarand benoemd tot zijn opvolger en daarmee de nieuwe premier van Estland. Tarand bekleedde het premierschap gedurende vijf maanden, tot hij na de parlementsverkiezingen van maart 1995 werd opgevolgd door Tiit Vähi.
Na de toetreding van Estland tot de Europese Unie in 2004 nam Tarand zitting in het Europees Parlement. Hij verliet hiervoor zijn plaats in de Riigikogu. Tarand bleef Europarlementariër gedurende één termijn, die afliep in 2009. Zijn oudste zoon, Indrek Tarand, was tussen 2009 en 2019 eveneens lid van het Europees Parlement.
- Bibliothèque nationale de France: cb12567710g (data)
- Gemeinsame Normdatei: 1103848119
- International Standard Name Identifier: 0000 0000 8096 6606
- Library of Congress Control Number: n86033485
- Nationale Bibliotheek van Letland: 000024755
- Nederlandse Thesaurus van Auteursnamen: 297285157
- Système universitaire de documentation: 034984143
- Virtual International Authority File: 17339835
- WorldCat: E39PBJhX8YQJcDWBRq6b3yBVmd